# Агаоглу, Сюрейя
Сюрейя Агаоглу (тур. Süreyya Ağaoğlu, 1903—1989) — турецкая писательница и юрист азербайджанского происхождения, первая женщина-адвокат в истории Турции.

## Биография
Сюрейя Агаоглу была дочерью азербайджанского, а затем турецкого политика Ахмета Агаоглу (тур. Ahmet Ağaoğlu). После падения Азербайджанской демократической республики в 1920 году семья эмигрировала в Турцию, где Сюрейя окончила юридический факультет Стамбульского университета. С 1927 года и до самой смерти работала адвокатом. Является автором двух книг: «Что я видела в Лондоне» (тур. Londra'da Gördüklerim) и «Вот так прошла жизнь» (тур. Bir Hayat Böyle Geçti), в которых затронула многие правовые вопросы. Скончалась от инсульта в Стамбуле.
В 2003 году в её честь была выпущена памятная серебряная монета.